# Borza, Sălaj
Borza (în maghiară: Egregyborzova) este un sat în comuna Creaca din județul Sălaj, Transilvania, România.

## Istoric
Așezat pe malul drept al Agrijului, satul Borza a fost pomenit pentru prima dată în documentele vremii în anul 1469 sub numele de Berzowa ( Petri Mór, Szilagyi varmegye monographiaja, Zalău, 1904). Date despre numărul de locuitori au apărut abia în sec. XVIII când în Imperiul habsburgic încep să se facă recensăminte ale populației. Primele date despre locuitorii de aici le-am identificat în lucrarea ,,Magyar statistikai közlemények”de Acsády Ignácz apărută la Budapesta în 1896 și care a prelucrat datele din ,,Magyarorszag népessége Pragmatica Sanctio Lorábam 1720-21. La pagina 201 din acestă lucrare aflăm că în anul 1720 în Borzova erau 5 familii de iobagi, 8 de jeleri (zilieri) și încă 4 familii (altele decât cele amintite anterior). Aceștia dețineau 9 boi, 15 vaci, 8 viței și juninci, 2 cai, 2 stupi și 18 porci(Petri Mór, Szilagyi varmegye monographiaja).
În anul 1733, în Conscripția episcopului Inocentiu Klein, satul apare sub denumirea de Borzas iar aici trăiau 18 familii, adică aproximativ 90 locuitori dacă aplicăm regula unanim acceptată că fiecare familie de la acea vreme avea în medie 5 membri. (Augustin Bunea, Din istoria românilor. Episcopul Ioan Inocentiu Klein, Sibiu 1908, pag. 309). În Conscripția din anul 1750 (Parochiorum, Parochianorum, Eclerum, Eccoterum, rerumque eccatorum almae hujus Diecaesis Fogarasiensis instituta Ao. 1750 1-a Octobris), în capitolul dedicat ,,Cottus Szolnok Doboka” la pagina 286, satul Borzova este consemnat cu un număr de 143 de locuitori. 
Între anii 1784-1787 autoritățile austriece ordonă efectuarea  unui recensământ mult mai cuprinzător decât oricare dintre cele făcute anterior,  cu mai multe date privind  populația dar și despre numărul de case și gospodării existente. Statistica maghiară a publicat datele acestuia în lucrarea Az első magyarországi népszámlálás 1784-1787, Budapest, 1960. Conform datelor de aici, Borsova avea 41 de case, 46 gospodării  și 281 locuitori, 10 dintre ei fiind plecați și 4 erau străini, astfel că populația reală existentă la momentul recenzării era de 275 locuitori. Din cei 152 de bărbați (50 erau căsătoriți și 102 necăsătoriți) 1 era preot, 27 țărani, 25 erau moștenitori de țărani, 24 zilieri, 16 aveau alt statut, 41 erau băieți cu vârsta cuprinsă între 1 și 12 ani și 18 cu vârsta între 13 și 17 ani. Femei erau 129 dar despre ele nu s-au făcut statistici ca pentru bărbați. Nu existau în sat proprietari de teren (nemeși) care să fi fost consemnați în recensământ.
În anul 1837  Hodor Karoly în lucrarea sa ,,Doboka vármegye természeti ées polgári esmértetesé, által Koloszvártt, 1837” la pagina 537  arată că în Borza acelui an erau 52 de case și 284 locuitori. O altă conscripție, cea din anul 1848 arată că Borza avea 303 locuitori. 
Începând cu anul 1865 Arhidieceza Albei Iulii și Făgărașului a publicat o dată la câțiva ani niște documente numite șematisme în care erau prezentate date statistice despre biserică și școală. Din acestea sunt extrase datele  prezentate în continuare, în paranteze fiind trecută pagina la care se află informația în șematismul din anul respectiv. Datele prezentate în șematisme erau transmise de către preoți și ele reflectă realitatea de la momentul respectiv și de aceea apar unele diferențe față de recensămintele efectuate de către autorități. 
Un alt tip de date despre localitate sunt din seria de lucrări ,,Studia Censualia Transsilvanica” care prezintă datele traduse și prelucrate ale recensămintelor din Transilvania făcute de autoritățile austro-ungare în anii 1850, 1857, 1880, 1900 și 1910. 
Iată principalele date statistice culese din documentele pomenite mai sus: 
1850: În Borzova existau 54 case, 66 locuințe cu 265 de locuitori (264 români și 1 ungur); erau 128 de bărbați (59 căsătoriți, 62 necăsătoriți, 7 văduvi), 137 de femei (59 căsătorite, 70 necăsătorite, 8 văduve); Sătenii aveau 4 cai și 137 bovine. Locuitorii erau toți, în afară de unul singur, de religie greco-catolică 
1857: Borzova acelui an avea 58 case, 60 locuințe, 269 locuitori (261 români, 7 evrei, 1 armean); 
erau 129 bărbați (76 necăsătoriți, 53 căsătoriți, 7 văduvi) și 132 femei(70 necăsătorite, 53 căsătorite, 10 văduve). După religie, 260 erau greco-catolici, 7 izraeliți și 1 de altă religie
1865: Borz᾽a avea 300 de locuitori (pag. 105)
1869: 299 locuitori (283 greco-catolici, 16 izraeliți)
1871:  Borzova-300 de locuitori (pag. 90), 
1876: Borzova-281 locuitori (pag.92),
1880: Borzova- 65 case, 254 locuitori (242 români, 6 unguri, 6 evrei), 7 alfabetizați; (5 ortodocși, 243 greco-catolici, 6 izraeliți); 
1886: Borz᾽a, Borzova-260 locuitori (pag. 107)
1890: Borzova avea 77 case cu 332 locuitori (319 români, 11 unguri, 2 de altă naționalitate); 315 erau greco-catolici, 1 ortodox, 1 romano-catolic, 4 reformați și 3 izraeliți
Ca o curiozitate, în 1895, în Borza oamenii aveau 9 cai, 14 boi, 37 bivoli, 1 catâr, 11 asini, 122 vaci, 2 măgari, 57 capre, 68 porci, 113 oi, 444 păsări, 26 coșnițe de albine; 118 meri, 45 peri, 5 vișini, 48 piersici, 24 caiși, 652 pruni, 6 nuci. În 1900 hotarul satului cuprindea următoarele terenuri ce aveau denumirea: Râtul Satului, Valea Albului, Valea Podului, Coastea Crucii, La Spoeală, La Sarhije, Pe Ciorgău, Pe Colnice, Valea Tesiului, Coastea Bisericii, Pe vii, Cireși, Pe Terasă, Corni, Cărpiniș, La Prilaze, Sub Ulmi și Pe Curte.( Petri Mor , Szilagy varmegye monographiaja)
1896: Borz᾽a, Borzova-332 locuitori (pag. 110) 
1900:  75 case, 363 locuitori (357 români, 2 unguri, 3 evrei, 1 german), 1029 iugăre de pământ. 357 dintre locuitori erau greco-catolici, 3 erau ortodocși și 3 izraeliți
1906: Borzova-363 locuitori (pag. 112)
1910: 80 case, 409 locuitori (393 români, 7 unguri, 3 evrei, 6 alte naționalități); 399 greco-catolici, 2 ortodocși, 1 romano-catolic, 4 reformați, 3 izraeliți
1911: Borzova-409 locuitori (pag. 94)
Următoarele date sunt preluate din recensămintele populației efectuate pe teritoriul României între 1920-2011:
1920: 412 locuitori (409 români, 3 evrei), 80 de case
1930: 91 case, 431 locuitori (417 români, 7 unguri, 7 evrei); erau 417 greco-catolici, 7 romano-catolici și 7 izraeliți
1941: 411 locuitori (405 români, 6 unguri) din care 406 greco-catolici și 5 izraeliți
1956: 378 locuitori
1966: 354 locuitori, toți români
1977: 367 locuitori, români
1992: 245 locuitori de naționalitate română (222 ortodocși, 22 penticostali, 1 de altă religie)
2002: 221 locuitori, toți români  
2011: 176 locuitori
2016: 107 case, 238 locuitori

## Atracții turistice
- Biserica de lemn „Sfinții Arhangheli Mihail și Gavriil”, construită în 1758, monument istoric[2][3]
- Muzeul satului Borza